# Alexander Leonowitsch Kemurdschian

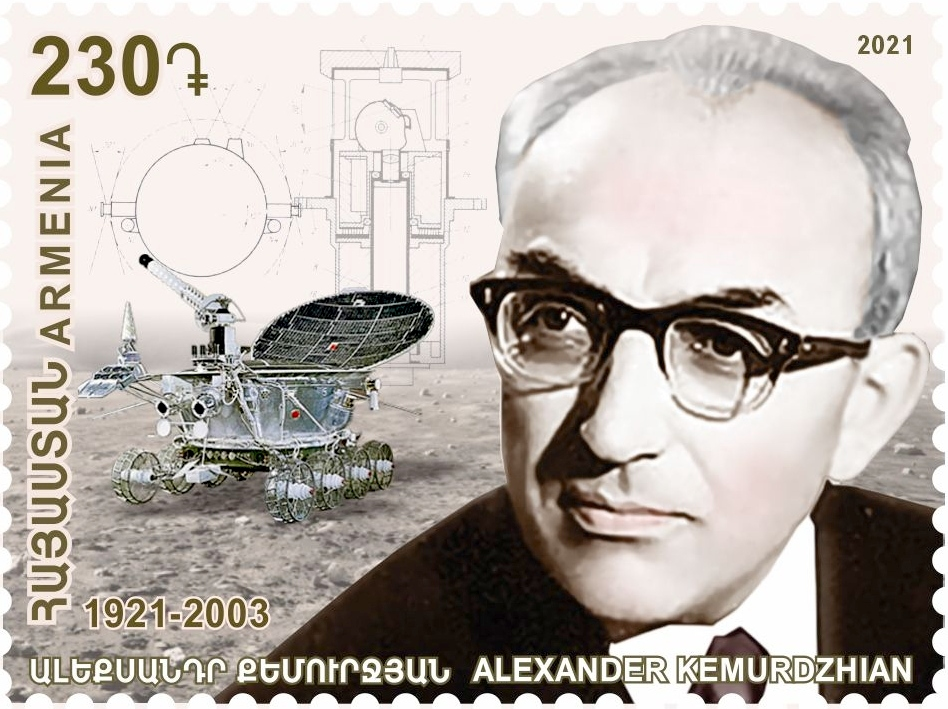
Alexander Kemurdschian

Alexander Leonowitsch Kemurdschian (russisch Александр Леонович Кемурджиан, armenisch Ալեքսանդր Լեոնի Քեմուրջյան; * 4. Oktober 1921 in Wladikawkas; † 24. Februar 2003 in Sankt Petersburg) war ein sowjetisch-armenischer Ingenieur. Er war der Chefentwickler der ersten Lunochod-Raumfahrtmobile. Er entwickelte unter anderem Lunochod 2 und ein Fahrzeug zur Bereinigung der verstrahlten Überreste, nachdem es zur Kernschmelze in Tschernobyl kam.

## Leben
Kemurdschian studierte ab 1940 an der Staatlichen Technischen Universität Moskau N.E. Baumann. Ab 1942 nahm er am Zweiten Weltkrieg teil. Nach dem Abschluss des Studiums an der Transportfakultät der Baumann-Universität 1951 arbeitete er im Leningrader Transmasch-Werk und entwickelte zunächst Panzer und Luftkissenfahrzeuge. Er war als Chefentwickler für die Konstruktion der ersten Raumfahrtmobile Lunochod zuständig und an der Entwicklung des Landeapparates der Phobos-Sonde beteiligt.
Nach der Reaktorkatastrophe von Tschernobyl entwickelte er ausgehend von den Erfahrungen mit dem Lunochod das automatische Räumfahrzeug STR-1. Durch den Einsatz dieses Fahrzeugs konnte der Einsatz von Menschen in hochbelasteten Bereichen eingeschränkt werden.
Während der Zeit der Sowjetunion erschienen seine wissenschaftlichen Artikel unter einem Pseudonym, da sein Name geheim gehalten werden sollte. Nach dem Ende der Sowjetunion konnte er die USA besuchen, u. a. das Jet Propulsion Laboratory. Er wirkte noch an der Entwicklung eines Mars-Rover mit.
Kemurdschian ist in St. Petersburg auf dem armenischen Friedhof auf der Dekabristeninsel begraben.

## Ehrungen
- Für die Entwicklung des Lunochod wurde Kemurdschian mit dem Leninorden ausgezeichnet.
- Am Petersburger Transmasch-Institut ist ein Rover-Zentrum nach Kemurdschian benannt.
- Die Internationale Astronomische Union benannte 1997 den Asteroiden (5933) Kermudzhian nach ihm.[1]

## Film
2008 erschien der Dokumentarfilm Tank on the Moon des französischen Filmregisseurs Jean Afanassieff über die Lunochod-Rover, der unter dem Titel Mit dem Auto auf dem Mond erstmals 2011 auch vom ZDF gesendet wurde.